# Frito chiclayano
El frito chiclayano, también llamado frito norteño, es un plato de cerdo típico de la gastronomía del departamento de Lambayeque, en Perú.

## Descripción
El frito chiclayano es un plato de cerdo adobado en ají panca que se fríe a modo de chicharrón y que se sirve como desayuno dominical acompañado de camote cocido, yuca sancochada y sarsa criolla. En Chiclayo, de donde es originario, se sirve además con marraquetas, un pan típico de la ciudad.